# Eddie Graham
Edward Gossett, noto con lo pseudonimo Eddie Graham (Chattanooga, 15 gennaio 1930 – Tampa, 21 gennaio 1985), è stato un wrestler e attore statunitense.

## Carriera

### Texas
Gossett iniziò a lottare nel 1947 in Texas all'età di 17 anni, dopo essere stato allenato da Clarence "Cowboy" Luttrall. Talvolta veniva introdotto come fratello di "Nature Boy" Buddy Rogers con il ring name di Rip Rogers. Perse un Loser-leaves-town match contro Pepper Gomez nel maggio 1958 in Texas.

### Tag team
Nel giugno 1958, cambiò il proprio ring name in Eddie Graham e veniva presentato come il fratello di Dr. Jerry Graham e "Crazy" Luke Graham. Jerry ed Eddie erano dei wrestler heel che lottavano in tag team sulla costa orientale degli Stati Uniti. Ebbero popolari faide con coppie quali The Fabulous Kangaroos, Bastien Brothers, Mark Lewin & Don Curtis, e Antonino Rocca & Miguel Pérez. Vinsero i titoli NWA United States Tag Team Championship (Northeast version) nella Capitol Wrestling (l'antenata della World Wrestling Entertainment) per quattro volte.

### Florida
Nella primavera del 1960, Eddie lasciò il team per andare a lottare in Florida nella National Wrestling Alliance. Qui, nel 1966, ebbe un feud con Professor Boris Malenko.
Nel 1971 Eddie cominciò a lottare nella Championship Wrestling from Florida insieme a suo figlio, Mike Graham; nel 1977, si ritirò dal ring per problemi di salute. Tornò occasionalmente a combattere nel 1979 quando sconfisse Killer Khan.

### Presidenza NWA
Fu presidente della NWA dal 1976 al 1978, in parte grazie a Gordon Solie e Dusty Rhodes. Graham dovette assentarsi dalla carica per gran parte del 1977 e 1978 a causa di seri problemi di salute, e fu costretto a dare le dimissioni poco tempo dopo.

### Hall of Fame
Nel 1993 viene ammesso nella WCW Hall of Fame. Nel 2006 entra a far parte della NWA Hall of Fame. Entrò nel 2008 nella WWE Hall of Fame in maniera postuma per merito dell'amico Dusty Rhodes, e l'ammissione fu accettata dal figlio Mike Graham in sua vece.

## Morte
Il 21 gennaio 1985 si suicidò sparandosi un colpo di arma da fuoco. Nel 2012 anche suo figlio Mike Graham morì per suicidio.

## Titoli e riconoscimenti
- Capitol Wrestling Corporation / World Wrestling Entertainment
  - NWA United States Tag Team Championship (Northeast version) (4) - con Jerry Graham[12]
  - Hall of Fame (Classe del 2008)
- Championship Wrestling from Florida
  - NWA Brass Knuckles Championship (Florida version) (2)[13]
  - NWA Florida Heavyweight Championship (1)[14]
  - NWA Florida Tag Team Championship (1) - con Mike Graham[15]
  - NWA Southern Heavyweight Championship (Florida version) (3)[16]
  - NWA Southern Tag Team Championship (Florida version) (2) - con Don Curtis (1) & Lester Welch (1)[17]
  - NWA United States Tag Team Championship (Florida version) (2) - con Dick Steinborn[18]
  - NWA World Tag Team Championship (Florida version) (7) - con Ike Eakins (1), Sam Steamboat (3), Bob Orton (2) e José Lothario (1)[19]
- Japan Wrestling Association
  - All Asia Tag Team Championship (1) - con Killer Karl Kox[20]
- Mid-Atlantic Championship Wrestling / World Championship Wrestling
  - NWA Southern Tag Team Championship (Mid-Atlantic version) (1) - con Sam Steamboat[21]
  - WCW Hall of Fame (Classe del 1993)[22]
- Mid-South Sports
  - NWA Georgia Tag Team Championship (1) - con Mike Graham[23]
  - World Heavyweight Championship (Georgia version) (1)[24]
- Midwest Wrestling Association
  - MWA World Junior Heavyweight Championship (1)[25]
- National Wrestling Alliance
  - NWA Hall of Fame (Classe del 2006)[26]
- NWA Mid-America
  - NWA Southern Tag Team Championship (Mid-America version) (2) - con Roy Welch[27]
  - NWA World Tag Team Championship (Mid-America version) (1) - con Sam Steamboat[28]
- Professional Wrestling Hall of Fame
  - Classe del 2018 - TV Era
- Southwest Sports, Inc.
  - NWA Texas Tag Team Championship (1) - con Johnny Valentine[29]
- NWA Western States Sports
  - NWA Southwest Tag Team Championship (3) - con Art Nelson[30]
- Wrestling Observer Newsletter
  - Wrestling Observer Newsletter Hall of Fame (Classe del 1996)